# Croydon Cyclones
I Croydon Cyclones sono stati una squadra di football americano di Croydon, in Gran Bretagna. Fondati nel 1984 come Croydon Coyotes, hanno partecipato alla BAFF. Hanno chiuso nel 1988, dopo aver assunto per una stagione il nome Cyclones.

## Dettaglio stagioni

### Tornei

#### Tornei nazionali

##### BGFL Premiership
| Stagione | regular season | regular season | regular season | regular season | regular season | regular season | playoff | playoff | playoff | playoff | playoff | playoff   | playoff    |
|          | Vin            | Par            | Per            | Tot            | PF             | PS             | Vin     | Per     | Tot     | PF      | PS      | risultato | avversaria |
| -------- | -------------- | -------------- | -------------- | -------------- | -------------- | -------------- | ------- | ------- | ------- | ------- | ------- | --------- | ---------- |
| 1988     | 0              | 0              | 8              | 8              | 6              | 118            | -       | -       | -       | -       | -       | -         | -          |
| Totale   | 0              | 0              | 8              | 8              | 6              | 118            | -       | -       | -       | -       | -       |           |            |

Fonti: Enciclopedia del Football - A cura di Roberto Mezzetti

##### Tabella 1984
| Stagione | regular season | regular season | regular season | regular season | regular season | regular season | playoff | playoff | playoff | playoff | playoff | playoff   | playoff    |
|          | Vin            | Par            | Per            | Tot            | PF             | PS             | Vin     | Per     | Tot     | PF      | PS      | risultato | avversaria |
| -------- | -------------- | -------------- | -------------- | -------------- | -------------- | -------------- | ------- | ------- | ------- | ------- | ------- | --------- | ---------- |
| 1984     | 0              | 1              | 7              | 8              | ?              | ?              | -       | -       | -       | -       | -       | -         | -          |
| Totale   | 0              | 1              | 7              | 8              | ?              | ?              | -       | -       | -       | -       | -       |           |            |

Fonti: Enciclopedia del Football - A cura di Roberto Mezzetti

#### Tornei locali

##### Capital League
| Stagione | regular season | regular season | regular season | regular season | regular season | regular season | playoff | playoff | playoff | playoff | playoff | playoff   | playoff    |
|          | Vin            | Par            | Per            | Tot            | PF             | PS             | Vin     | Per     | Tot     | PF      | PS      | risultato | avversaria |
| -------- | -------------- | -------------- | -------------- | -------------- | -------------- | -------------- | ------- | ------- | ------- | ------- | ------- | --------- | ---------- |
| 1987     | 0              | 1              | 8              | 9              | 59             | 307            | -       | -       | -       | -       | -       | -         | -          |
| Totale   | 0              | 1              | 8              | 9              | 59             | 307            | -       | -       | -       | -       | -       |           |            |

Fonti: Enciclopedia del Football - A cura di Roberto Mezzetti